# Modulus
Modulus Guitars es una firma estadounidense dedicada a la construcción de bajos y guitarras eléctricas, pionera en el uso del grafito en la construcción de los mástiles de sus instrumentos.

## Historia
Fundada en 1978 por el ingeniero Geoff Gould, el nombre de la compañía reflejaba el hecho de que una de las propiedades más atractivas del grafito (fibra de carbono) era su alto coeficiente (modulus en inglés) de elasticidad: un material extraordinariamente rígido para su peso que resultaba ideal para la construcción de un componente largo y fino como el mástil de un bajo eléctrico. La solidez que proporcionaba el grafito redundaba asimismo en mástiles mucho más estables frente a los cambios de temperatura y humedad y mucho más resistentes a roturas que los tradicionales mástiles de madera, hasta el punto que no necesitaban siquiera de alma. La construcción de un mástil de grafito a la manera de Modulus era un proceso largo y costoso pero que permitía la obtención de unos resultados fantásticos, según la opinión de los clientes de la compañía.
Durante la década de 1970 Gould trabajaba como ingeniero para Ford Aerospace, y durante un concierto de Grateful Dead observó que su bajista Phil Lesh portaba un bajo que debía resultar tremendamente pesado. El ingeniero se puso a diseñar su propio instrumento usando partes y componentes ligeros que obtenía de su trabajo; puesto en contacto con Ron Armstrong y Rick Turner, a la sazón propietarios de Alembic, y tras algunas deliberaciones previas, los tres hombres comenzaron a colaborar en un primer prototipo que sería entregado en 1976 a Stanley Clarke. Alembic construyó un segundo prototipo que presentó en la NAMM de 1977, y cuando el instrumento fue adquirido por John McVie, de Fletwood Mac, los rumores acerca de las ventajas de la nueva tecnología se fueron expandiendo entre la comunidad de músicos profesionales y aficionados. Modulus obtuvo una patente y comenzó a trabajar para Alembic, una colaboración que tuvo como resultado la fabricación de un puñado de instrumentos entre 1977 y 1978. A partir de esa fecha, Gould se independiza de Alembic y comienza a trabajar para otras compañías, al principio fabricando copias de grafito de los mástiles de los instrumentos Fender, o Music Man, y luego estableciendo su propia firma con el nombre de Modulus Graphite. Entre los primeros modelos de la compañía se encuentran el Basstar, inspirado en los clásicos de Fender y algunos instrumentos Quantum en varias configuraciones, así como un curioso ejemplar de 18 cuerdas (6 cuerdas triples) entregado en 1981 a Tom Petersson, de Cheap Trick.
La compañía fue también pionera en la construcción de bajos de escala larga (35 pulgadas), así como de la combinación de instrumentos de escala larga y mástil de grafito como medio para obtener mejor respuesta en graves en los instrumentos de 5 y 6 cuerdas. Durante la década de 1980 Gould sigue trabajando en la mejora de sus diseños, y a principios de la década de 1990 introduce sus modelos M92, Prime o J-Series, al tiempo que mantiene su línea Quantum mejorada.
En 1995 Gould vende la compañía, que es rebautizada como Modulus Guitars y cuya dirección asume Rich Lasner, quien se introduce con más fuerza en el mercado de las guitarras. Los bajos de la compañía comienzan a adquirir un look más rockero con el SonicHammer, una reinterpretación del clásico MusicMan Stingray que es adoptado por Flea, el bajista de los Red Hot Chilli Peppers. A principios del nuevo siglo sale al mercado el modelo Genesis, y en 2002 Lasner abandona la compañía, que queda en mano de Chris Hill.

## Modelos de bajo eléctrico
- Basstar, inspirado por los tradicionales instrumentos de Fender (198X)
- Quantum, en configuraciones bolt-on y neck-trhu (198X)
- M92, con 4 o 5 cuerdas y mástil atornillado, previo y pastillas EMG, cuerpo de aliso y salvapastillas multilaminada (1992).
- Prime, con una sola pastilla, diapasón de cocobolo y cuero de fresno de los pantanos, sin golpeador.
- Quantum "SweetSpot", con pastilla simple EMG (1994)
- J-Series, escala de 34 pulgadas, al estilo del Fender Jazz Bass (1994)
- SonicHammer 34 pulgadas de escala, pastilla de triple bobina Bartolini (1995)
- Flea Bass, una versión del SonicHammer con el nombre del bajista (1996)
- Genesis, diseñados en conjunción con Michael Tobias, presentan una combinación de materiales tradicionales (madera) y grafito, en versiones de 4 y 5 cuerdas y 34 pulgadas de escala.